# Adam Johnson (voetballer)
Adam Johnson (Sunderland, 14 juli 1987) is een voormalig Engels betaald voetballer die het liefst op de linkerflank speelde. Hij verruilde in augustus 2012 Manchester City voor Sunderland, waar hij in 2016 wegens seksueel misbruik werd ontslagen. Johnson speelde van 2010 tot 2012 in het Engels voetbalelftal.

## Clubcarrière
Johnson stroomde in 2004 door vanuit de jeugdopleiding van Middlesbrough. Hij debuteerde op zeventienjarige leeftijd in het eerste team daarvan in een wedstrijd om de UEFA Cup tegen Sporting Lissabon. Middlesbrough verhuurde Johnson twee keer: in 2007 aan Leeds United en in 2008 aan Watford. Met beide teams speelde hij in de Championship.
Johnson tekende op 1 februari 2010 een contract bij Manchester City. Hij verliet City weer op 24 augustus 2012 voor de club uit zijn geboortestad, Sunderland.
Hier werd Johnson op 11 februari 2016 ontslagen nadat de speler voor de rechtbank had toegegeven zich schuldig te hebben gemaakt aan seksuele handelingen met een vijftienjarig schoolmeisje. Johnson werd op 24 maart 2016 veroordeeld tot 6 jaar celstraf. Op 22 maart 2019 kwam hij, na amper drie jaar in de cel te hebben gezeten, weer vrij. Sindsdien hoopt hij zijn spelerscarrière in China of Turkije voort te zetten.

## Interlandcarrière
Johnson debuteerde op 11 augustus 2010 in het Engelse nationale team, tegen Hongarije. Hij maakte op 3 september 2010 tegen Bulgarije zijn eerste doelpunt voor Engeland.

## Clubstatistieken
| seizoen | club            | land              | competitie     | duels | goals |
| ------- | --------------- | ----------------- | -------------- | ----- | ----- |
| 2004/05 | Middlesbrough   | Vlag van Engeland | Premiership    | 0     | 0     |
| 2005/06 | Middlesbrough   | Vlag van Engeland | Premiership    | 13    | 1     |
| 2006/07 | Middlesbrough   | Vlag van Engeland | Premiership    | 12    | 0     |
| 2006/07 | → Leeds United  | Vlag van Engeland | Championship   | 5     | 0     |
| 2007/08 | Middlesbrough   | Vlag van Engeland | Premier League | 19    | 1     |
| 2007/08 | → Watford       | Vlag van Engeland | Championship   | 12    | 5     |
| 2008/09 | Middlesbrough   | Vlag van Engeland | Premier League | 26    | 0     |
| 2009/10 | Middlesbrough   | Vlag van Engeland | Championship   | 26    | 11    |
| 2009/10 | Manchester City | Vlag van Engeland | Premier League | 16    | 1     |
| 2010/11 | Manchester City | Vlag van Engeland | Premier League | 31    | 4     |
| 2011/12 | Manchester City | Vlag van Engeland | Premier League | 26    | 6     |
| 2012/13 | Sunderland      | Vlag van Engeland | Premier League | 35    | 5     |
| 2013/14 | Sunderland      | Vlag van Engeland | Premier League | 36    | 8     |
| 2014/15 | Sunderland      | Vlag van Engeland | Premier League | 32    | 4     |
| 2015/16 | Sunderland      | Vlag van Engeland | Premier League | 3     | 0     |
| Totaal  | Totaal          | Totaal            | Totaal         | 292   | 46    |

## Erelijst
| Kampioen Premier League | 1x | 2011/12 |
| FA Cup                  | 1x | 2010/11 |
| FA Community Shield     | 1x | 2012    |